# حمية قليلة الألياف
توصف الحمية منخفضة الألياف (بالإنجليزية:  BRAT diet)‏، لمرضى الجهاز الهضمي الذين يعانون من الإسهال أو عسر الهضم أو التهاب المعدة والأمعاء. ويعد التسمم الغذائي من أكثر أسباب اضطرابات الجهاز الهضمي. تتكون الحمية من أغذية خفيفة قليلة الألياف، حيث أن الأغذية المحتوية على نسبة عالية من الألياف تسبب غازات وبذلك ربما تزيد من اضطراب الجهاز الهضمي

## المكونات
تتألف الحمية منخفضة الألياف من أربع أغذية وهي:
1. موز.
2. أرز.
3. صوص التفاح.
4. شرائح الخبز (توست).

تم تطوير هذه الحمية لتشمل الشاي ثم تم إضافة الزبادي وأخيرا الدجاج المسلوق.
وبغض النظر عن هذه القيود الغذائية التي تفرضها هذه الحمية، فإن مراجعة الطبيب أمر لازم لكل المرضى بغض النظر عن العمر. إضافة إلى تناول الكثير من السوائل لمنع الجفاف.

## اقرأ أيضا
- حمية غذائية
- قائمة الحميات الغذائية
- تخسيس
- تأثير اليويو